# Microsynotaxus insolens
Espèce
Microsynotaxus insolens est une espèce d'araignées aranéomorphes de la famille des Physoglenidae.

## Distribution
Cette espèce est endémique du Queensland en Australie. Elle se rencontre dans le parc national de Kroombit Tops.

## Publication originale
- Wunderlich, 2008 : Descriptions of fossil spider (Araneae) taxa mainly in Baltic amber, as well as on certain related extant taxa. Beiträge zur Araneologie, vol. 5, p. 44-139.